# Нојц-Летевиц
Нојц-Летевиц (њем. Neutz-Lettewitz) општина је у њемачкој савезној држави Саксонија-Анхалт. Једно је од 29 општинских средишта округа Зале. Према процјени из 2010. у општини је живјело 896 становника. Посједује регионалну шифру (AGS) 15088255.

## Географски и демографски подаци
Нојц-Летевиц се налази у савезној држави Саксонија-Анхалт у округу Зале. Општина се налази на надморској висини од 144 метра. Површина општине износи 15,2 km². У самом мјесту је, према процјени из 2010. године, живјело 896 становника. Просјечна густина становништва износи 59 становника/km².

## Међународна сарадња
| Мјесто | Држава   | Врста сарадње | Од    |
| ------ | -------- | ------------- | ----- |
| Гминд  | Аустрија | контакт       | 2000. |
| Извор  |          |               |       |